# Surto de ébola em Quivu de 2018–2020
O surto de ébola em Quivu de 2018–2020 foi uma epidemia que se iniciou em 1 de agosto de 2018, quando foi confirmado que quatro casos tinham resultado positivo para a doença por vírus Ébola (DVE) na região oriental de Quivu, na República Democrática do Congo (RDC). Em 3 de março de 2020, foi registrado pela primeira vez em um dia, desde o início do surto em agosto de 2018, que nenhum caso de ébola foi confirmado no país, e que há, até aquela data, zero casos de ébola na RDC. Desde março, tanto o país como o continente africano estão sendo afetados pela pandemia de coronavírus atualmente em curso.
O surto em Quivu inclui a província de Ituri, depois que o primeiro caso foi confirmado em 13 de agosto, e que em junho de 2019, o vírus se espalhou para Uganda, tendo infectado um menino congolês de 5 anos que tinha entrado em Uganda com sua família. No início de novembro de 2018, o surto se tornou o maior da história da RDC e, no final do mesmo mês, o segundo maior surto de ébola da história, atrás apenas da epidemia da África Ocidental de 2013-2016. Em 3 de maio de 2019, nove meses após o início do surto, mais de 1 mil mortes foram confirmadas devido à epidemia da DVE. Por comparação, durante o surto do vírus ébola na África Ocidental, que durou mais de dois anos, a Guiné (um dos três países mais duramente atingidos) teve um total de aproximadamente 2,5 mil mortes devido a DVE.
A província afetada e a área geral estão passando por um conflito militar, o que está dificultando os esforços de tratamento e prevenção. O Diretor-Geral Adjunto para preparação e resposta a emergências da Organização Mundial da Saúde (OMS) descreveu a combinação de conflito militar e sofrimento civil como uma potencial "tempestade perfeita" que poderia levar a um rápido agravamento do surto. A OMS relata que desde janeiro houve 42 ataques a instalações de saúde e 85 trabalhadores de saúde foram feridos ou mortos. Em algumas áreas, as organizações de ajuda tiveram que parar seu trabalho devido à violência. Os trabalhadores da saúde também precisam lidar com notícias falsas e outras informações errôneas espalhadas por políticos oponentes. Devido à deterioração da situação no Quivu do Norte e nos arredores, a OMS elevou a avaliação de risco a nível nacional e regional de "alto" para "muito alto" em 27 de setembro de 2018. Em 3 de outubro, o Conselho de Segurança das Nações Unidas salientou que toda a hostilidade armada deveria parar na RDC, para melhor combater o surto contínuo da DVE. Após a confirmação dos casos em Uganda, uma terceira reunião do Comitê de Emergência da OMS foi realizada em 14 de junho de 2019.  Entretanto, a OMS concluiu que, embora o surto tenha sido uma emergência de saúde na RDC e naquela região, ele não atende a todos os três critérios para que seja considerado uma Emergência de Saúde Pública de Âmbito Internacional (PHEIC).
Em 14 de julho, um caso confirmado em Goma desencadeou a decisão da OMS, pela quarta vez, de reunir novamente um Comitê de Emergência. O surto foi oficialmente anunciado uma PHEIC em 17 de julho de 2019, o mais alto nível de alarme que a OMS pode soar. Em 24 de julho, a Uganda alcançou o período necessário de 42 dias sem que nenhum caso de DVE fosse relatado, sendo assim, o país foi declarado como livre de ébola. Em 26 de julho, foi noticiado que a Arábia Saudita não permitiria vistos da RDC depois que a OMS declarou uma emergência internacional na semana passada devido à DVE. Em 30 de julho, um segundo caso de DVE foi confirmado na cidade de Goma, aparentemente não relacionado com o primeiro caso, sendo que, no dia seguinte, foi declarado morto. Em Ruanda, exercícios de simulação de ébola estão sendo conduzidos em unidades de saúde, como uma forma de prevenção para caso a doença chegue naquele país. Em 1 de agosto, um terceiro caso de DVE foi confirmado em Goma. Em 1 de agosto, a Ruanda fechou sua fronteira com a RDC, devido a múltiplos casos na cidade de Goma, cidade que faz fronteira com Ruanda na região noroeste do país.
Em 1 de agosto de 2019, ou seja, exatamente 1 ano após o início da epidemia, 2.619 casos tinham sido confirmados (sendo que ainda haviam 94 casos prováveis e 423 suspeitos), 1.823 pessoas tinham morrido e 782 tinham sobrevivido ao surto de DVE na RDC. Em 24 de agosto de 2019, A OMS disse que o surto de ébola na RDC está a aproximar-se do marco histórico de dois mil mortos, na epidemia que dura há mais de um ano. Numa conferência de imprensa em Londres, o chefe das emergências médicas da OMS afirmou que, apesar da agência de saúde da ONU ter as vacinas e os medicamentos que potencialmente podem mudar o curso da epidemia, continua a ser problemático conseguir entregar os medicamentos a quem deles precisa. A OMS está a tentar angariar mais 278 milhões de dólares para apoiar os esforços para conter a epidemia. Em 15 de setembro, a OMS registrou um abrandamento dos casos de DVE na RDC, no entanto, o rastreamento de contatos continua abaixo de 100%, atualmente em 89%. Em meados de outubro de 2019, a transmissão do vírus reduziu significativamente; agora está confinado à região de Mandima, perto de onde o surto começou, e está afetando apenas 27 zonas de saúde na RDC (abaixo do pico de 207). Embora os infectados por DVE tenham imunidade, foi sugerido que eles tenham uma duração finita. Em 31 de outubro, foi relatado que um sobrevivente de DVE, que estava ajudando em um centro de tratamento em Beni, foi reinfectado com DVE e morreu; esse incidente não tem precedentes.
Os casos diminuíram para zero em 17 de fevereiro de 2020, mas depois de 52 dias sem nenhum caso, as equipes de vigilância e resposta no terreno confirmaram três novos casos de ébola na zona de saúde de Beni, em meados de abril. Em 25 de junho de 2020, o surto foi declarado como encerrado. Um novo surto separado foi relatado pelo ministério da saúde congolês em 1 de junho de 2020, em que houve casos de ébola na província de Équateur, no noroeste da RDC, descrito como o décimo primeiro surto de ébola desde o início dos registros. Cinco pessoas morreram em Mbandaka durante a segunda quinzena de maio. Este surto aumentou na província para 50 casos e 20 mortes até 14 de julho.

## Epidemiologia

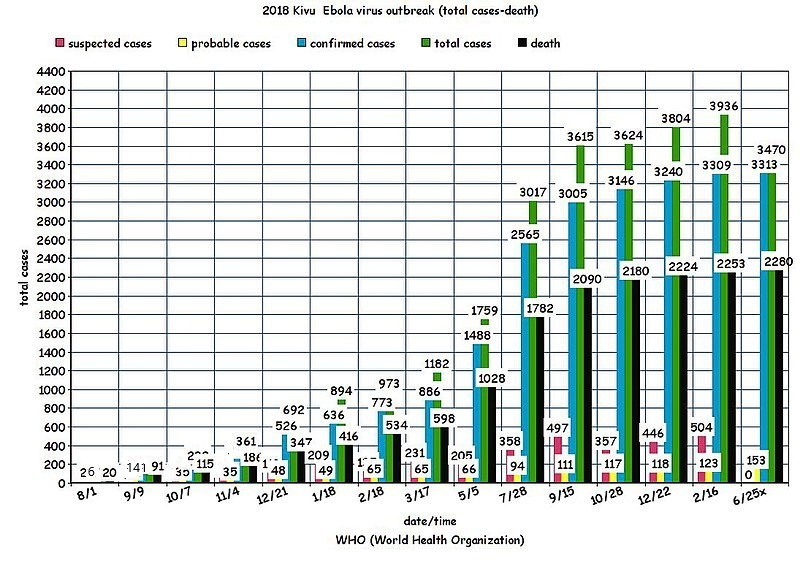
Figura 1. Surto de ébola em Quivu de 2018–2020 (casos e mortes totais até 25 de junho de 2020.)
O gráfico representa o total de casos em função das datas/do tempo.
Legenda: o vermelho/rosa representa os casos suspeitos; o amarelo, os casos prováveis; o azul, os casos confirmados; o verde, o total de casos; o preto, as mortes. Os dados são da Organização Mundial da Saúde, a OMS.

### Tanzânia
Em relação a possíveis casos de DVE na Tanzânia, a OMS declarou em 21 de setembro que "até o momento, os detalhes clínicos e os resultados da investigação, incluindo testes laboratoriais realizados para o diagnóstico diferencial desses pacientes, não foram compartilhados com a OMS. As informações insuficientes recebidas pela OMS não permitem formular hipóteses sobre a possível causa da doença." Em 27 de setembro, o Centro de Controle de Doenças (CDC) e o Departamento de Estado dos Estados Unidos alertaram os potenciais viajantes sobre a possibilidade de casos não relatados de DVE na Tanzânia. Em 28 de setembro, o Reino Unido começou a indicar aos potenciais viajantes da Tanzânia a morte não diagnosticada de um indivíduo e a declaração da OMS de 21 de setembro sobre o assunto.

## PHEIC
Em 16 de julho, a OMS convocou, pela quarta vez, uma reunião do seu Comité de Emergência, que foi realizada em 17 de julho, para avaliar a evolução da epidemia do ébola na RDC, e da necessidade de declarar Emergência Internacional. A decisão foi tomada depois de se confirmar que a doença já tinha chegado à Goma, em 14 de julho de 2019, a cidade mais povoada e estratégica de todas as afetadas até agora, e que estará a 20 quilômetros da fronteira com o Ruanda, o que aumenta o risco de uma propagação da epidemia.
O surto foi oficialmente anunciado uma PHEIC em 17 de julho de 2019, após a reunião do Comitê de Emergência da OMS. É apenas a quinta vez na história que a OMS emite esta declaração, que inclui recomendações quanto às ações preventivas que se devem ter e que poderá desbloquear fundos desesperadamente necessários para combater o vírus.